# Škola základ života (hudební komedie)

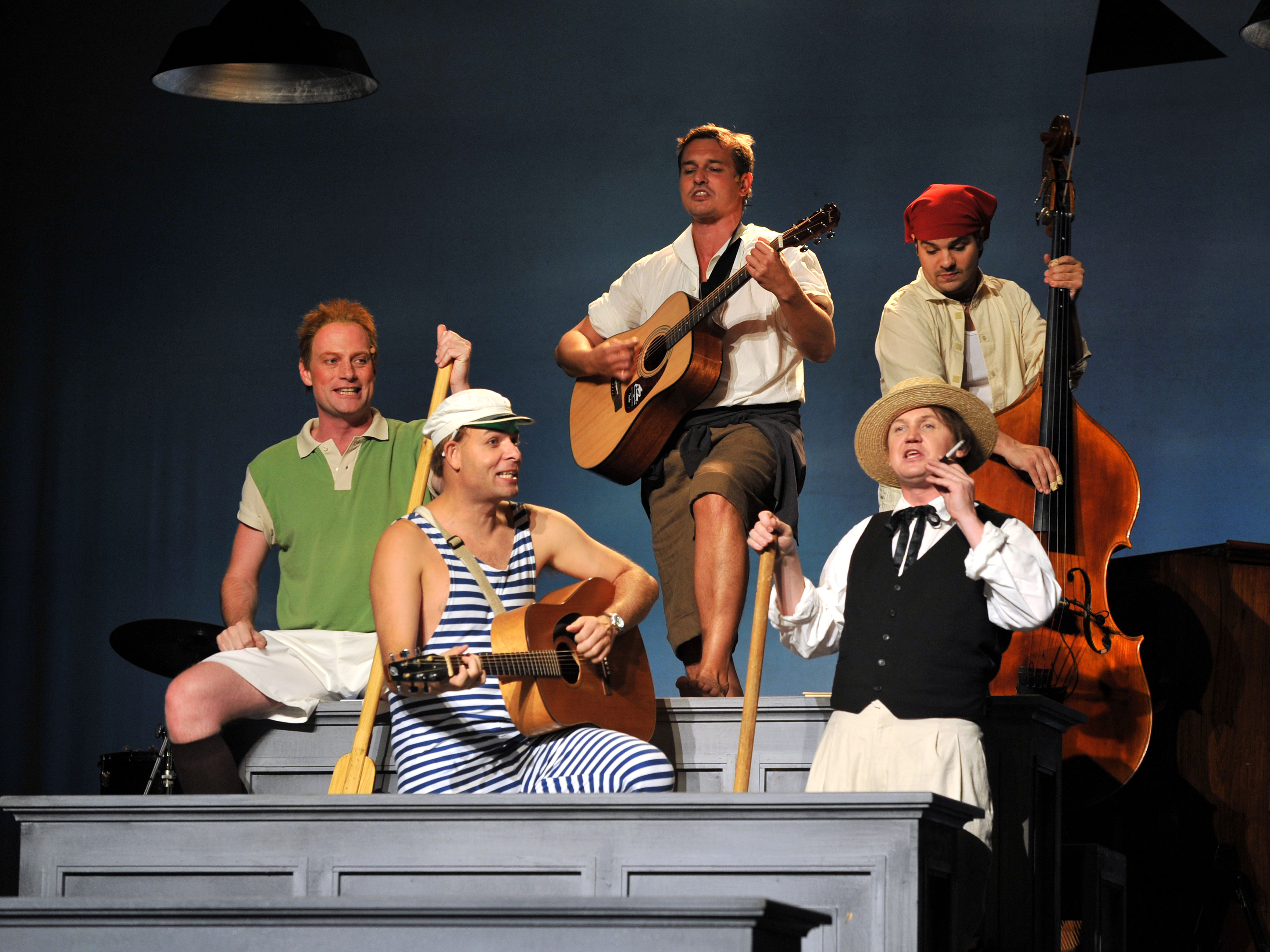
Studenti v provedení MdB (premiéra 11. září 2010)

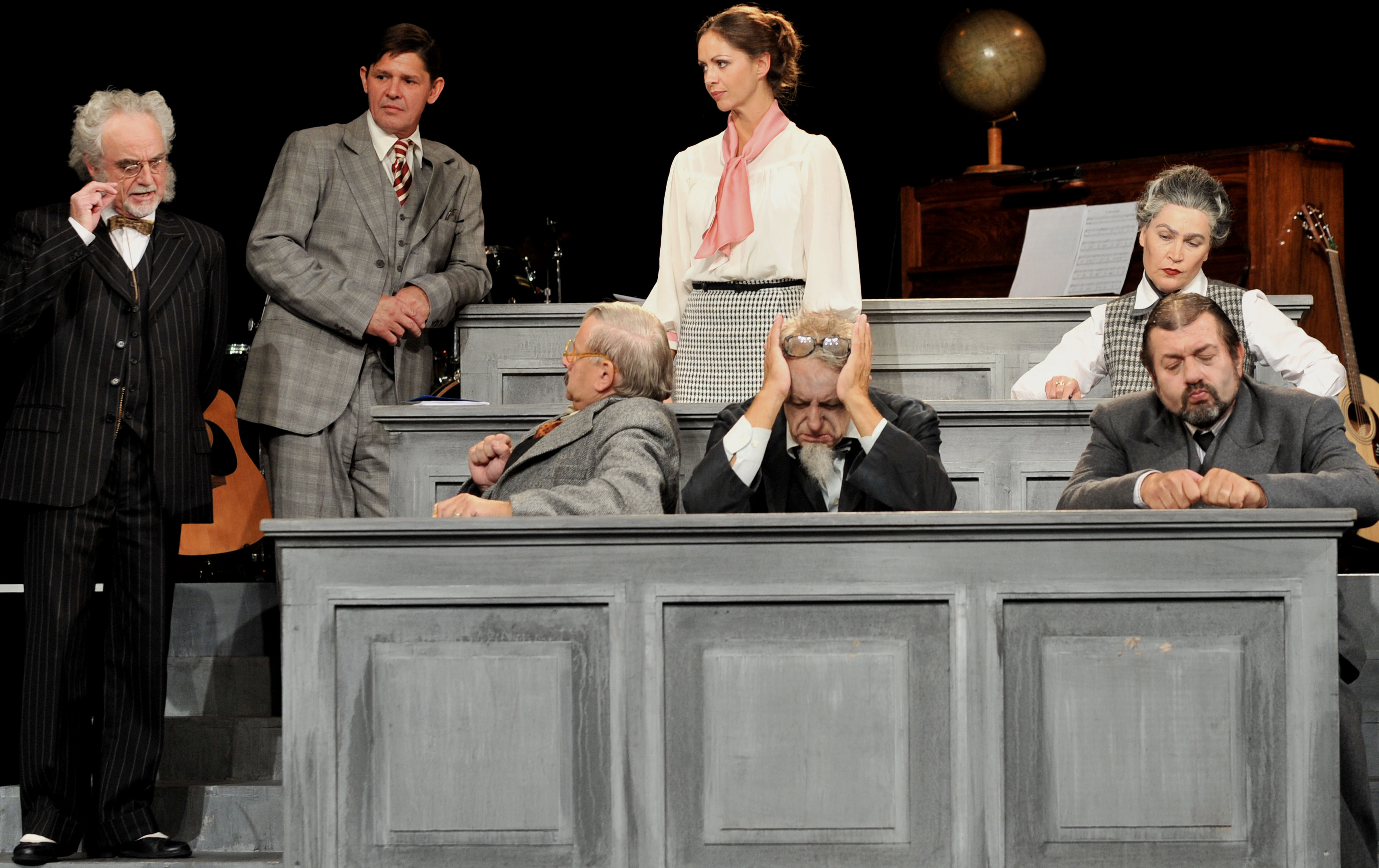
Kantoři v provedení MdB (premiéra 11. září 2010)

Škola základ života (hudební komedie) je divadelní muzikálová komedie, které se stala inspirací české filmové komedie režiséra Martina Friče z roku 1938 nazvané rovněž Škola základ života. Tuto komedii mělo nebo má na repertoáru Městské divadlo Brno, dále také Městské divadlo Zlín, Jihočeské divadlo.
Je zde s mírným humorem a ironií pohlíženo na typické školní situace a je zde zachycen už léta trvající boj mezi studentem a kantorem. Režie této hry se ujala Hana Burešová.

## První brněnská inscenace
Hru uvedly na podzim 1937 hned dva ochotnické spolky – v Plzni a v Ostravě. V Brně se hra objevila v tehdejším Zemském divadle (dnešní Národní divadlo) s podtitulem Pestrá freska ze života kantorů a študáků a režie se ujal František Šlégr. Recenze byly velmi pozitivní. Recenzent, který se podepisovat zkratkou aft. dokonce tuto komedii za burlesku. Naopak posuzovatel Ivo L. inscenaci odmítl. Hra měla prý úroveň ochotnického divadla, nebyla dostatečně parodická. Další recenzent byl však zase nadšen. Podle jeho slov Šlégrovo nastudování vhání do inscenace jaderné rošťačiny.
Společenský dopad brněnské Školy základ života byl příkladný až znamenitý. Po pár reprízách roku 1938 byl dokonce studentům zakázán vstup na toto představení. Jaroslav Žák však reagoval velmi vtipně, podle jeho slov prý zákaz Školy pro studenty v Brně ho upřímně pobavil, prý není lepších doporučení pro jeho hru.

## Inscenace Městského divadla Brno
Městské divadlo Brno, jak už to bývá zvykem, pojalo tuto hru neobvykle. Studenty sexty ztvárňují herci v pokročilém věku, což pro ně není překážkou, naopak na jevišti řádí jako mladíci. I kantoři si své role trapičů nebohých studentů patřičně užívají.
Celé představení, je protkáno známými písněmi meziválečného období, které obstarává živá kapela složená ze samotných herců:
- Dr. Swing
- Chyťte brouka
- Čí pak jsi, holčičko
- Ta naše jedenáctka
- Sám já chodívám rád
- Nevěrná Rosita
- Veliký mír
- Espagnola
- Už nikdy víc milovat nebudu

a další.
Tato hudební komedie, která se odehrává na činoherní scéně, trvá 2 hodiny 30 minut a má jednu dvacetiminutovou přestávku.

### Děj
Na reálném gymnáziu v Přívlakách studuje parta sextánů. Jednoho dne se zdvihne velké pozdvižení kvůli pobuřující práci nejlepšího žáka třídy Jindřicha Benetky. Někteří profesoři ji přejdou s úsměvem, avšak jsou i tací, co požadují hlavu viníka. Mezitím se samozřejmě odehrává věčný boj mezi studenty, kteří mají místo učení preferují fotbal a zábavu, a profesory, jež se snaží doslova nacpat do hlavy každému žákovi samé poučky a letopočty. Na samém konci pololetí, když jsou studenti celí rozjaření z nastávajících prázdnin, přijde ze sborovny zdrcující zpráva. Jindřicha Benetku, nejlepšího žáka třídy, vyloučili ze školy, protože si do slohové práce dovolil napsat pravdu o zkostnatělém českém školství. Celá třída je smutná a rozhořčená, podporují však Jindřicha, jak to jen jde. Ten vyloučení bere s nadhledem. Nakonec se rozloučí s celou partou, zvláště se svou dívkou Andou, a odchází do bojů 2.světové války.

### Chakteristika postav

#### Studenti

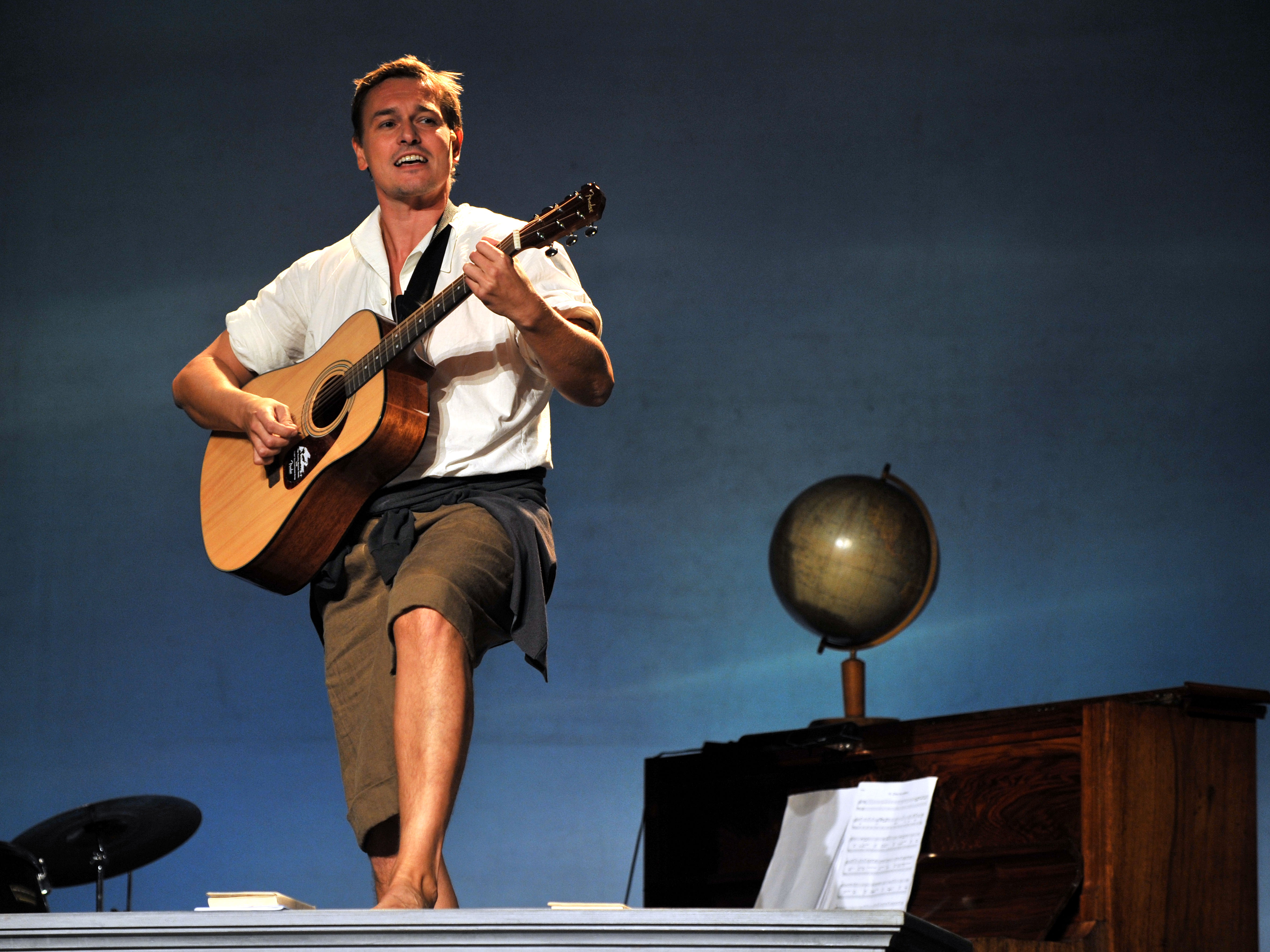
Petr Štěpán v roli Jindřicha Benetky

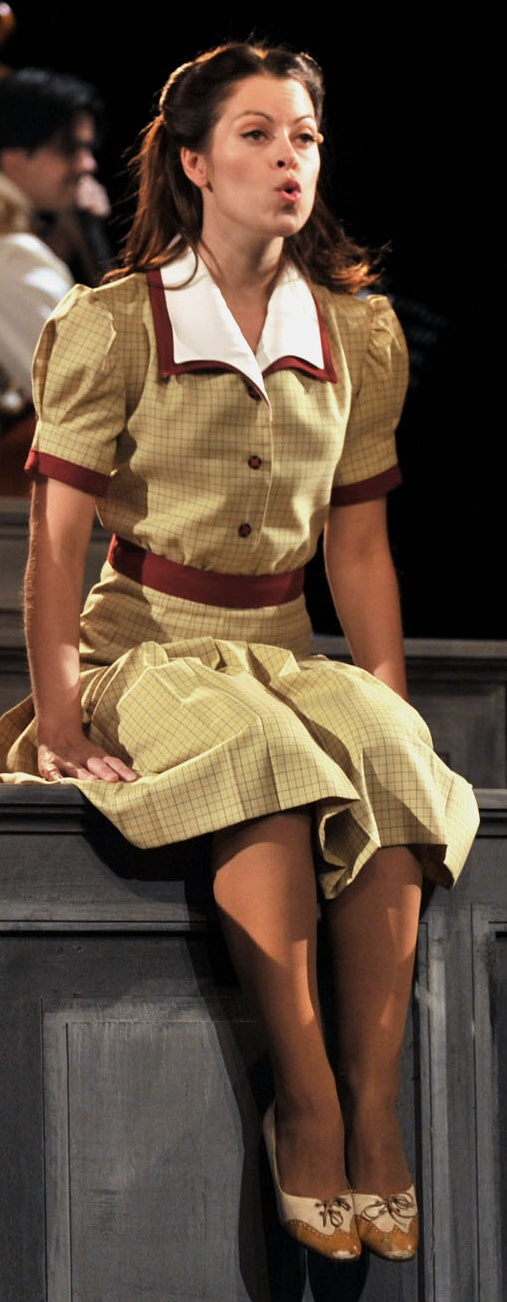
Hana Holišová v roli Andy Pařízkové

- Jindřich Benetka – správný kluk do nepohody, vůdce třídy, dovede se se šarmem vykroutit i z velmi nepříjemných situací
- Tonda Houlos – velký fotbalový fanoušek, nadšený sportovec a sparťan
- Áda Čuřil – záškolák, má neblahý vliv na celou třídu, velký exhibicionista
- Václav Krhounek – šplhoun čili šprt, mazánek všech učitelů, velmi stydlivý a citlivý
- Marta Nováková – nenápadná, leč vzorná, dívenka, v tanci vždy o krok pozadu
- Anda Pařízková – milá dívka, avšak trochu rozverná, častěji než je zdrávo pokukující po Jindřichu Benetkovi
- Irma Jánská – třídní krasavice, módní oblečení a make-up je u ní nutností
- Karel Peterka – tichý chlapec milující více knihy nežli fotbal
- Daniel Boukal – tajemný mladík, jehož největší záliba je psaní básní

#### Kantoři
- Kolísko (češtinář a třídní sexty) – profesor oblých tvarů milující zděšené obličeje studentů při jeho pekelných diktátech
- Lejsal (latinář a němčinář) – respekt vzbuzující kantor, jež miluje již mrtvý jazyk a ještě hrozivěji působí v jazyku německém
- Gábrlík (matikář) – typ velmi roztržitého a duchem nepřítomného učitele, jehož největší koníčkem jsou šachy
- Cafourek (fyzikář a matikář) – velmi mladý, pohledný a svými názory pokrokový profesor, jenž má oči jen pro tu jedinou
- Lachoutová (suplentka) – mladičká kantorka, která má krotit divé studenty ve francouzštině a češtině
- Suchánková (dějepis) – velmi upjatá profesorka dějin, se slabostí pro války a letopočty, očekávajíc od studentů to samé
- Ředitel – vedoucí gymnázia, který si potrpí na dobré mravy a nesnese běhání po chodbách
- Školník – velký pomocník studentů a nejen jich, bezmezně starající se o pořádek
- Inspektor – přísně vyhlížející pán starších let, jež je poslán na gymnázium ověřit mravy v této vzdělávací instituci

### Účinkující
| Petr Štěpán                          | Jindřich Benetka |
| Milan Němec                          | Daniel Boukal    |
| Viktor Skála                         | Áda Čuřil        |
| Igor Ondříček                        | Tonda Holous     |
| Vojtěch Blahuta                      | Václav Krhounek  |
| Alan Novotný                         | Karel Peterka    |
| Hana Holišová                        | Anda Pařízková   |
| Ivana Odehnalová nebo Hana Štěpánová | Irma Jánská      |
| Lenka Janíková                       | Marta Nováková   |
| Jan Mazák                            | Kolísko          |
| Zdeněk Junák                         | Lejsal           |
| Ladislav Kolář                       | Gábrlík          |
| Martin Havelka                       | Cafourek         |
| Ivana Vaňková                        | Lachoutová       |
| Irena Konvalinová                    | Suchánková       |
| Josef Jurásek                        | Školník          |
| Zdeněk Bureš                         | Inspektor        |